# サンファーマ
サンファーマ（英称：Sun Pharmaceutical Industries Limited）は、インドのムンバイに本社を置く製薬会社。

## 概要
1983年に設立され、当初は5つの製品を取り扱っていた。世界各国で製薬会社の買収を重ねる成長拡大路線により、現在ではムンバイに本社を置く国際的製薬会社として知られ、ジェネリック医薬品やノーブランド医薬品を中心に、精神薬、神経薬、心臓薬、糖尿病薬、胃腸薬、呼吸器系薬、形成外科薬などを製造。アメリカ合衆国やヨーロッパおよびアジアなど世界40カ国に輸出するまでに成長している。2014年時点では26箇所の製造拠点、4箇所の研究センターを持つ。
2014年、第一三共の子会社で同業のランバクシー・ラボラトリーズを株式交換により買収し、同社を年内に吸収合併する事が発表された。これにより、ジェネリック医薬品で世界5位になる。

## 日本における活動
2012年3月に日本法人・サンファーマ株式会社を設立。日本におけるジェネリック医薬品市場に参入している。2016年11月にノバルティス社の長期収載品14品についてサンファーマに移管される事が発表された。移管後は田辺三菱製薬と提携が行われる。
2019年1月、ポーラグループの医薬品メーカーである株式会社ポーラファルマと、その子会社の株式会社科薬（現:新新科薬株式会社）の全株式を株式会社ポーラ・オルビスホールディングスより譲受した。2020年1月にはサンファーマ株式会社が株式会社ポーラファルマを吸収合併し、同社の全ての医薬品の製造販売承認を承継。
2021年6月には製造子会社のサンファーマ製造株式会社が設立され、同年9月に株式会社科薬（現:新新科薬株式会社）より埼玉工場の事業を継承して事業を開始した。

### 日本国内の主な製品
- イルミア
- デュアック配合ゲル
- ルコナック爪外用液
- ザジテン(点眼薬を除く)
- テグレトール